# Большое Кириллово
Большое Кириллово — деревня в составе Ворошиловского сельсовета в Уренском районе Нижегородской области России.

## География
Находится на расстоянии примерно 3 километра на северо-запад по прямой от районного центра города Урень.

## История
Основана, по преданиям, в середине XIX века жителями сожжённого в 1855 году Макридинского скита, отсюда старое название (Скиты, или Лубянский скит). Новое название по имени первопоселенца. Население было старообрядцами. В 1870 году 9 дворов и 58 жителей.
В 1916 году 23 двора и 123 жителя. В период коллективизации был организован колхоз «Путь Сталина». В 1978 году было 16 дворов, 50 жителей.
В 1994 году 11 дворов и 19 жителей.

## Население
Постоянное население составляло 20 человек (русские — 95 %) в 2002 году, 13 человек в 2010 году.